# Alfred Sauter

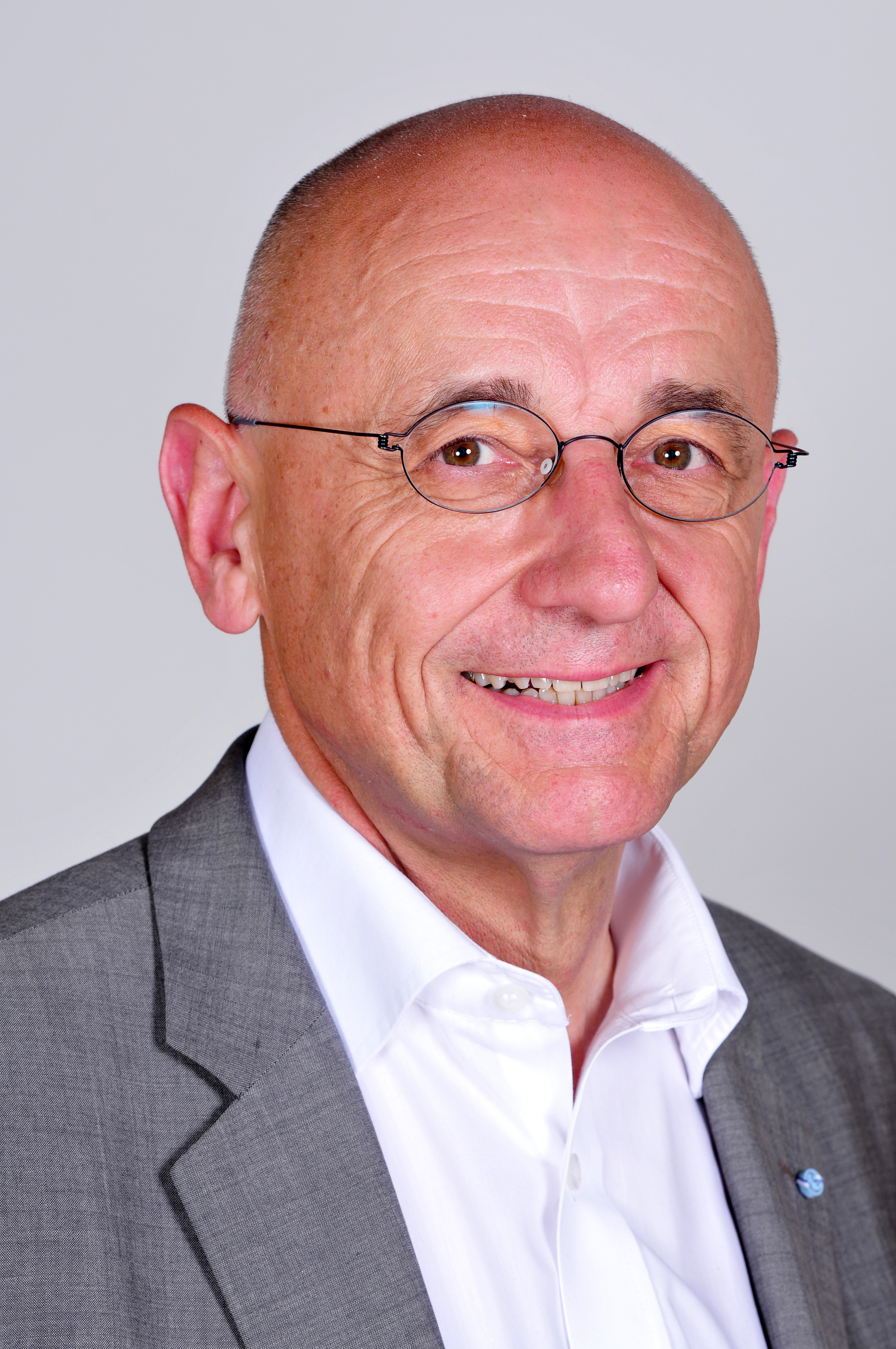
Alfred Sauter (2012)

Alfred Sauter (* 3. August 1950 in Oxenbronn, Landkreis Günzburg) ist ein deutscher Rechtsanwalt und Politiker (CSU). Er war von 1980 bis 1988 Bundestagsabgeordneter und von 1990 bis 2023 Abgeordneter im Bayerischen Landtag. Er war von Oktober 1998 bis September 1999 Justizminister im Kabinett Stoiber III. Sauter trat am 22. März 2021 nach dem Bekanntwerden des Maskenskandals auf Druck seiner Partei aus der CSU-Landtagsfraktion aus und legte sämtliche Parteiämter nieder.

## Ausbildung und Beruf
Nach dem Abitur 1969  am Gymnasium in Günzburg studierte Sauter Rechtswissenschaften und Politische Wissenschaften an den Universitäten Tübingen, Genf und München. Seit 1983 ist Sauter Mitglied der katholischen Studentenverbindung KDStV Aenania München im CV. Er war Stipendiat des Institutes für Begabtenförderung der Konrad-Adenauer-Stiftung.
Seit 1979 ist Sauter als Rechtsanwalt zugelassen und in München tätig. Gemeinsam mit dem CSU-Politiker Peter Gauweiler war er zunächst Sozius bei Gauweiler & Sauter. Seit 1996 ist er Seniorpartner in der Anwaltskanzlei Sauter & Pallas. Sauter ist auf Immobilienrecht, insbesondere Baurecht, Kaufrecht, Grundstücksrecht, Bankrecht und Vertragsrecht spezialisiert. Seit 2019 haben Gauweiler und er wieder eine gemeinsame Kanzlei.
Von 1979 bis 1987 war Sauter Landesvorsitzender der Jungen Union Bayern. Er war ab 1980 Mitglied des CSU-Bezirksvorstandes Schwaben, war 1989 bis 2003 dessen Schatzmeister und ab dem Jahr 2003 stellvertretender Bezirksvorsitzender. Von 1989 bis 1999 war er Mitglied des CSU-Parteivorstands. Von 1996 bis 2021 war er Kreisvorsitzender des CSU-Kreisverbands Günzburg und von 1992 bis 2021 Vorsitzender der Bundeswahlkreiskonferenz des Bundestagswahlkreises Neu-Ulm. Von 2014 bis März 2021 war Sauter Mitglied des CSU-Präsidiums, Mitglied des CSU-Parteivorstands und Vorsitzender der Finanzkommission der CSU.

## Abgeordneter
Sauter war von 1980 bis 1988 Abgeordneter im Deutschen Bundestag (MdB).  Er zog nach der Landtagswahl in Bayern 1990 erstmals in den Bayerischen Landtag ein und gehörte dem Landtag bis 2023 an, war jedoch nach dem durch die Maskenaffäre bedingten Austritt aus der CSU seit März 2021 fraktionslos. Er vertrat den Stimmkreis Günzburg (Wahlkreis Schwaben). Er trat zur Landtagswahl 2023 nicht mehr an.

## Öffentliche Ämter
Von 1988 bis 1990 war er Staatssekretär im Bayerischen Staatsministerium für Bundes- und Europaangelegenheiten, 1990 bis 1993 in selber Funktion im Bayerischen Staatsministerium der Justiz und 1993 bis 1998 im Bayerischen Staatsministerium des Innern zuständig für den Bereich Staatsbauverwaltung (Oberste Baubehörde).
Von Oktober 1998 bis September 1999 war er Bayerischer Staatsminister der Justiz; sein Nachfolger war Manfred Weiß.
Sauter war Vorsitzender der G10-Kommission im Bayerischen Landtag.

## Privates
Sauter ist römisch-katholisch, verheiratet mit einer Rechtsanwältin und hat zwei Töchter.

## Kontroversen

### LWS-Affäre
Am 4. September 1999 wurde Sauter durch Ministerpräsident Edmund Stoiber bei einem Telefonat seine Entlassung als bayerischer Justizminister mitgeteilt, weil er für die LWS-Affäre verantwortlich gemacht wurde. Die halbstaatliche Wohnungsbaugesellschaft LWS hatte zu diesem Zeitpunkt 367 Millionen Mark Verlust angehäuft; Sauter war in seiner Zeit als Staatssekretär im Innenministerium in Personalunion auch Aufsichtsratsvorsitzender der LWS gewesen. Da eine Entlassung aus der Staatsregierung die Zustimmung des Landtags voraussetzt, blieb Sauter zunächst als Minister ohne Geschäftsbereich Mitglied der Staatsregierung. Sauter bezeichnete Stoibers Anschuldigungen als „Schafscheiß“ und rechnete eine Woche später im Landtag öffentlich mit ihm ab. Kurz vor der Abstimmung des Landtags über seine Entlassung erklärte Sauter am 13. September 1999 seinen Rücktritt als Minister.

### Nebeneinkünfte
Sauter ist einer der bayerischen Landtagsabgeordneten mit den höchsten Nebeneinkünften. In den Jahren 2013 und 2014 hatte er laut Abgeordnetenwatch Nebeneinkünfte zwischen 725.000 und 800.000 Euro und damit die vierthöchsten Nebeneinkünfte aller bayerischen Landtagsabgeordneten.  Seit 2018 hat Sauter 69 Mandate angezeigt. Seine Abgeordnetentätigkeit bezeichnete er einem Bericht der Süddeutschen Zeitung zufolge selbst als seinen „Nebenjob“. Vom TÜV Süd erhielt er im Jahr 2021 eine Abfindung von 250.000 €. Davor erhielt er als Vorsitzender des Gesellschafterausschusses zwischen 75.000 und 100.000 € im Jahr.

### Maskenaffäre
Im März 2021 wurden durch die Generalstaatsanwaltschaft München Ermittlungen gegen die CSU-Abgeordneten Alfred Sauter und Georg Nüßlein eingeleitet, nachdem eine Bank in Liechtenstein Verdacht geschöpft hatte. Die zweite Provisionszahlung in Höhe von 550.000 € hat die betreffende Bank nicht mehr an Nüßlein überwiesen und erstattete Anzeige wegen des Verdachts auf Geldwäsche. Dadurch wurde die Generalstaatsanwaltschaft München auf den Fall aufmerksam und begann ihre Ermittlungen. Um zu verhindern, dass die Beteiligten ihren Gewinn in Höhe von 5–6 Mio. € untereinander aufteilen konnten, wurden die mutmaßlichen Provisionen beschlagnahmt und Hausdurchsuchungen angeordnet. Ein beteiligter Unternehmer kam wegen Fluchtgefahr in U-Haft. Die Generalstaatsanwaltschaft München hatte ihre Ermittlungen zur Maskenaffäre auf Sauter ausgeweitet und ließ am 17. März 2021 mehrere seiner Büros durchsuchen. Teile der Millionenprovision wurden dabei sichergestellt.
Laut Informationen von SZ, NDR und WDR sollten für Alfred Sauter, Georg Nüßlein und deren drei Partner für die Vermittlung von Corona-Schutzmasken aus China an mehrere Ministerien in Deutschland insgesamt zwischen fünf und sechs Millionen Euro Provision erhalten. Provisionszahlungen in Höhe von 1,2 Mio. € sollen über Unternehmen in der Karibik und die Firma Pecom, die Sauters Töchtern gehört, abgewickelt worden sein. Aus "Kreisen von Kennern des Falles"  hieß es laut SZ vom 18. März 2021, die 1,2 Millionen Euro seien bereits versteuert worden, allerdings nicht von Sauter. Ermittelt werde auch wegen des Verdachts der Steuerhinterziehung. Nach Ansicht der Ermittler hätte Sauter die Umsatzsteuer abführen müssen, was aber sein schwäbischer Parteifreund Nüßlein für ihn übernommen hätte. Ferner hatte Sauter in einer nichtöffentlichen Fraktionssitzung am 17. März 2021 erklärt, das Geld abzüglich Steuern gespendet zu haben. Das werfe Fragen auf, wer wann an wen angeblich etwa 600.000 Euro gespendet habe.
Sauter stand im März 2021 öffentlich in der Kritik, nachdem bekannt wurde, dass er einen Vertrag zwischen  Lieferanten von Corona-Schutzmasken mit dem bayerischen Justizministerium entworfen hatte. Eine hessische Textilfirma soll mit Hilfe von Nüßlein und Sauter Masken für rund 60 Millionen Euro an staatliche Abnehmer verkauft haben. Für Provisionen u. ä. sollen rund 20 Millionen Euro, davon rund 11,5 Millionen an eine sechsköpfige Gruppe um Sauter und Nüsslein gegangen sein. Laut Informationen von Süddeutscher Zeitung (SZ), NDR und WDR soll Sauter als Anwalt für die Vermittlung von Masken und für weitere Dienstleistungen hohe sechsstellige Beträge kassiert haben.  Das Geschäft fand auf Vermittlung einer Beraterfirma statt, die Georg Nüßlein gehörte und der hierfür ein Honorar von 660.000 Euro erhielt. Sauter versicherte, von der Provision nichts gewusst zu haben. Zeitgleich forderte die Spitze der CSU Sauter auf seine Parteiämter niederzulegen. Weitere Verquickungen zwischen Sauters Tätigkeit als Anwalt und als Landtagsabgeordneter standen ebenfalls in der Kritik.
Sauter wollte trotz des politischen und medialen Drucks sein Landtagsmandat bis zur Wahl im Herbst 2023 behalten, legte aber am 21. März 2021 alle Parteiämter in der CSU und tags darauf die Fraktionsmitgliedschaft nieder.
Am Gründonnerstag 2022 wurde bekannt, dass nach einer „Stellungnahme der Bundesanwaltschaft in Karlsruhe und einer Entscheidung des Landgerichts München I“ die Provisionen für Alfred Sauter, Georg Nüßlein und Andrea Tandler, einer Tochter von Gerold Tandler, die die Maskenaffäre ausgelöst hatten, vermutlich legal waren, was allerdings Vorwürfe der Steuerhinterziehung gegen mehrere der Beteiligten nicht berührt.

### Vorwürfe möglicher Einflussnahme auf Zulassungsverfahren von Schnelltests
Am 3. April 2021 berichtete die Süddeutsche Zeitung, dass Sauter beim Büro des bayerischen Ministerpräsidenten Markus Söder für die Sonderzulassung eines Antigen-Schnelltests geworben habe. Sauter forderte Söder demnach im Dezember 2020 auf, sich „schnellstmöglich“ für eine Notzulassung des Antigen-Schnelltest der Firma GNA Biosolutions (Martinsried) beim Bundesinstitut für Arzneimittel und Medizinprodukte (BfArM) einzusetzen. Der Zulassungsantrag der Firma war zuvor vom BfArM abgewiesen worden. Sauter wurde vorgeworfen, sich für eine Zulassung des Produktes eingesetzt zu haben, im Februar habe Sauter als Anwalt dem Bericht zufolge mit dem Hersteller des Tests ein Honorar in Höhe von 300.000 Euro vereinbart, welches nach dessen Angaben auch bezahlt worden sei. Die Zulassung für die Schnelltests von GNA Biosolutions wurde schließlich am 23. Dezember erteilt. Die bayerische Staatskanzlei erklärte, keinerlei Kenntnis von einer Provision Sauters durch die Firma zu haben und dass die Kanzlei sich auch nicht für deren Produkt beim BfArM eingesetzt habe. Das BfArM erklärte nach Angaben der SZ, es habe sich um ein „reguläres Sonderzulassungsverfahren“ gehandelt und wies den Vorwurf jeglicher Einflussnahme Dritter zurück. Eine Erlaubnis sei nach entsprechender fachlicher Prüfung erteilt worden. Die Firma GNA erklärte, zur E-Mail Sauters an die Staatskanzlei sei nichts bekannt.

### Urteil des OLG München zur „Maskenvermittlung“
Im April 2021 verfügte das Oberlandesgericht München einen Vermögensarrest gegen Sauter in Höhe von rund 1,243 Millionen Euro. Die Generalstaatsanwaltschaft München erhob Anklage gegen die Beschuldigten wegen Bestechung bzw. Bestechlichkeit von Mandatsträgern im Zusammenhang mit dem Verkauf von FFP2-Masken an die deutschen Bundes- und Landesbehörden. In der Pressemitteilung des OLG vom 18. November 2021 heißt es, die Beschuldigten hätten sich Anfang März 2020 gemeinsam verabredet preisgünstig im Ausland erworbene Schutzmasken gewinnbringend an deutsche Behörden weiterzuverkaufen. Sauter und Nüßlein erhielten für die erfolgreiche Vermittlung der Masken 1/5 der erzielten Gewinne als Provision über „zwischengeschaltete Unternehmen“, mit denen sie die Einnahmen verschleiern wollten. Die Höhe der Gewinne belief sich bei Nüßlein auf 660.000 € und bei Sauter 1.243.000 €.
Am 16., 17. und 18. November 2021 ergingen die Urteile gegen die Hauptangeklagten Sauter, Nüßlein und dem Unternehmer Thomas Limberger. Mit dem Fall Sauters befasste sich der 8. Strafsenat des OLG München, der den Arrestbeschluss der Ermittlungsrichterin des 7. Strafsenats vom 12. März 2021 aufhob und zudem Sauters Beschwerden gegen die sechs angeordneten Hausdurchsuchungen stattgegeben hat. Der Vermögensarrest wurde aufgehoben, d. h. alle Beschuldigten haben ihren mutmaßlichen Gewinn aus der Maskenvermittlung zurückerhalten.
Das OLG München begründet sein Urteil damit, dass weder Bestechlichkeit noch Bestechung von Mandatsträgern (§ 108e StGB) vorgelegen habe. Die Beschuldigten hätten sich durch die Annahme von Vermögensvorteilen nicht strafbar gemacht, weil sie bei ihrer Vermittlungstätigkeit kein „parlamentarisches Mandat“ ausgeübt hätten. „Nach dem eindeutigen Willen des Gesetzgebers macht sich dagegen ein Mandatsträger durch die Annahme von unberechtigten Vermögensvorteilen nicht strafbar, wenn er - wie vorliegend geschehen - lediglich die Autorität seines Mandats oder seine Kontakte nutzt, um Entscheidungen von außerparlamentarischen Stellen, z. B. Behörden und Ministerien, zu beeinflussen.“
Nach dem Urteil hätten die Richter des OLG „auffallend deutlich“ kritisiert, dass ihnen aufgrund der aktuellen Gesetzeslage die Hände gebunden seien. Sauter zeigte nach dem Urteil keine Reue und verteidigte sein Verhalten vor der Generalstaatsanwaltschaft. Er sehe sich selbst nicht nur als Landtagsabgeordneter, sondern auch als Unternehmer. Die Generalstaatsanwaltschaft München legte daraufhin Beschwerde beim Bundesgerichtshof ein.
Der 3. Strafsenat des Bundesgerichtshofes (BGH) entschied mit Beschluss vom 5. Juli 2022 "Im Hinblick auf den vom Wortlaut der Norm gedeckten eindeutigen gesetzgeberischen Willen, das rein außerparlamentarische Wirken des Mandatsträgers durch § 108e StGB nicht zu erfassen", dass das Vorgehen von Sauter und Nüßlein nicht gegen den § 108e StGB verstoßen habe. Eine Strafbarkeitslücke zu schließen, sei Sache des Gesetzgebers.

### Politische Reaktionen („Transparenzgesetz“)
Der siebte Strafsenat des OLG München hatte wenige Tage nach dem Urteil den Bundestag aufgefordert strengere Gesetze zu erlassen, damit die Justiz zukünftig gegen zweifelhafte Geschäfte von Mandatsträgern vorgehen könne. Nach  übereinstimmender Auffassung der aufgerufenen Strafsenate des OLG München ist der Tatbestand § 108e StGB (Bestechlichkeit und Bestechung von Mandatsträgern) bisher auf Vorgänge in den Parlamenten beschränkt. Nur weil Sauter und Nüßlein direkt bei den Ministerien und nicht in den Parlamenten ihre Masken offeriert haben, blieben ihre Deals straffrei. Der siebte Strafsenat kritisierte die bestehende Regelung: Bei Korruptionsermittlungen würden sich Politiker wegen der stark eingeschränkten Wirkung des §108e besserstellen als normale Bürger. Dadurch würde die Demokratie und das Vertrauen des Volkes in ihre Abgeordneten geschädigt. „Nach Ansicht des siebten OLG-Senats sollte der Bundestag deshalb überlegen, den Tatbestand des 108e auf Vorgänge auszuweiten, in denen Parlamentarier als Gegenleistung für eine Zuwendung Einfluss auf Entscheidungen außerhalb des Parlaments nehmen.“
Im bayerischen Landtag wurde über den Entwurf eines neuen „Transparenzgesetz“ beraten. Künftig sollen alle Nebeneinkünfte der Mandatsträger anzeigepflichtig werden. Gesellschaftsanteile der Abgeordneten sollen ab 3 % statt bisher 25 % anzeigepflichtig werden und es soll ihnen fortan verboten sein an Geschäften mit Dritten zu verdienen. Auch Geschäfte der Abgeordneten mit dem Staat sollen verboten werden, sofern die Geschäfte zuvor nicht öffentlich ausgeschrieben wurden oder das Präsidium nicht sein ausdrückliches Einverständnis erteilt hat. Der Gesetzentwurf wurde von Grünen und SPD kritisiert, weil sie bereits vor Jahren diesbezüglich Ideen vorgelegt hätten. Horst Arnold kritisierte, das neue Gesetz werde die „Findigkeit“ der Abgeordneten nicht verhindern und man komme dadurch nicht „ins Himmelreich der Sündenfreiheit, wo nur noch an der Harfe der Rechtschaffenheit gezupft wird“.
Obwohl Sauter vom OLG München nicht verurteilt wurde, schloss Thomas Kreuzer eine Rückkehr zur CSU aus. Das Urteil ändere für die CSU nichts am Verhalten Alfred Sauters, der „(…) seine Stellung als Mandatsträger gebraucht hat, um sich in der Pandemie persönlich zu bereichern.“ Toni Schuberl hingegen vermochte im Landtag eine „neue, alte Nähe zwischen Sauter und CSU-Leuten“ zu erkennen. Im Plenum soll Sauter bei Abstimmungen zusammen mit der CSU aufgerufen worden sein. Er meint, Sauter möchte zeigen, dass er immer noch dazugehört. Winfried Bausback bemerkte, man wolle prüfen, ob Sauter weiterhin mit der Fraktion aufgerufen wird.
Am 7. Dezember 2021 billigte der Bayerische Landtag einen Gesetzentwurf, der die Nebenjobs der Abgeordneten zukünftig begrenzen soll. Die CSU, Freie Wähler, FDP, SPD und die Grünen billigten die neuen Regulierungen, während die AfD und der Abgeordnete Sauter mit Nein gegen das Gesetzesvorhaben votiert hatten. Nebentätigkeiten sollen nicht grundsätzlich verboten werden, aber zukünftig gelten folgende Regeln:
1. Den Landtagsabgeordneten wird es fortan untersagt für die Interessen Dritter bei der Staatsregierung, dem Landtag und weiteren Behörden einzutreten, sofern sie für ihre Dienste eine Provision erhalten.
2. Verkauf und Vermittlung von Immobilien, Waren und Dienstleistungen für Dritte bei den Organen und Behörden des Freistaates und den Gesellschaften, die mehrheitlich im Eigentum des Freistaates stehen, sind den Parlamentariern künftig verboten.
3. Die Abgeordneten müssen alle Einkünfte aus Nebentätigkeiten ab dem ersten Euro veröffentlichen.

## Ehrungen und Auszeichnungen
- 1995: Bayerischer Verdienstorden
- 2007: Bayerische Verfassungsmedaille in Gold
- 2010: Verdienstorden der Bundesrepublik Deutschland (Verdienstkreuz 1. Klasse)